# Ozzano dell'Emilia
Ozzano dell'Emilia is een gemeente in de Italiaanse metropolitane stad Bologna (regio Emilia-Romagna) en telt 11.194 inwoners (31-12-2004). De oppervlakte bedraagt 64,9 km², de bevolkingsdichtheid is 162 inwoners per km².
De volgende frazioni maken deel uit van de gemeente: Tolara, Maggio, Quaderna, Osteria Nuova, Ponte Rizzoli, Mercatale, Noce.

## Demografie
Ozzano dell'Emilia telt ongeveer 4679 huishoudens. Het aantal inwoners steeg in de periode 1991-2001 met 8,2% volgens cijfers uit de tienjaarlijkse volkstellingen van ISTAT.
| Jaar | Inwoneraantal |
| ---- | ------------- |
| 1991 | 9665          |
| 2001 | 10.459        |

## Geografie
De gemeente ligt op ongeveer 67 meter boven zeeniveau.
Ozzano dell'Emilia grenst aan de volgende gemeenten: Castenaso, San Lazzaro di Savena, Budrio, Granarolo dell'Emilia, Castel San Pietro Terme, Monterenzio, Bologna, Pianoro, Medicina, Minerbio, Castel Maggiore, Dozza, Bentivoglio, Fontanelice, Borgo Tossignano, Castel Guelfo di Bologna, Casalecchio di Reno, Casalfiumanese, Baricella, San Giorgio di Piano.